# Musikjahr 1699
Liste der Musikjahre

◄◄ | ◄ | 1695 | 1696 | 1697 | 1698 | Musikjahr 1699 | 1700 | 1701 | 1702 | 1703 | ► | ►►

Weitere Ereignisse
Dieser Artikel behandelt das Musikjahr 1699.

## Ereignisse
- 00. Januar: Der schottische Countertenor, Komponist und Lautenist John Abell befindet sich nach seinem Exil wieder in London.[1]
- 00. Februar: Daniel Purcell, Richard Leveridge und Jeremiah Clarke komponieren gemeinsam die Musik für eine Adaption der Tragikomödie The Island Princess von John Fletcher.
- Pierre-César Abeille ist von 1699 bis 1700 Kapellmeister an St. Trophime in Arles.
- John Blow erhält in London als erster den neu eingerichteten Posten eines Komponisten der Chapel Royal.
- In Nürnberg wird Johann Pachelbels bedeutsame Variationen-Sammlung „Hexachordum Apollinis“ für Tasteninstrumente (Cembalo bzw. Orgel) veröffentlicht.
- Johann Paul von Westhoff kommt als Kammersekretär, Kammermusikus und als Sprachmeister für Französisch und Italienisch an den Hof von Weimar.
- Die bedeutende Tänzerin Françoise Prévost feiert ihr Debüt an der Pariser Oper in Lullys Atys.

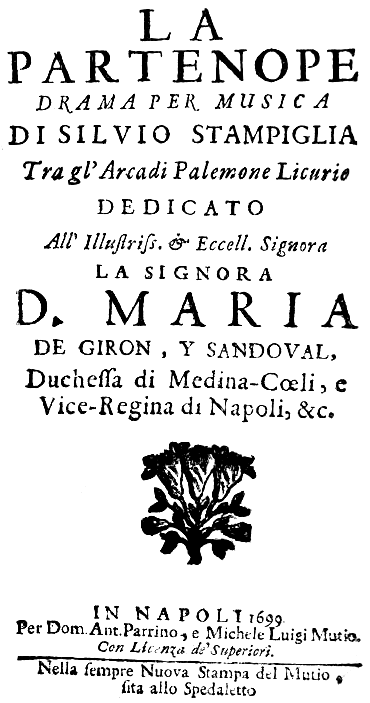
Luigi Mancia – La Partenope – Titelseite des Librettos – Neapel 1699

### Uraufführungen

#### Bühnenwerke

##### Oper
- 18. Januar: Uraufführung der Oper La fede pubblica von Giovanni Bononcini an der Hofburg in Wien.
- 16. Februar: Uraufführung der Oper Die Verbindung des großen Herkules mit der schönen Hebe von Reinhard Keiser auf das Libretto von Christian Heinrich Postel am Theater am Gänsemarkt in Hamburg. Von Keiser erleben in diesem Jahr auch das Schäferspiel Die beständige und getreue Ismene auf das Libretto von Friedrich Christian Bressand und das Singespiel Die wunderbar errettete Iphigenia auf ein Libretto von Christian Heinrich Postel (nach Euripides) ihre Uraufführung.
- 28. Februar: Das Opéra-ballet Le carnaval de Venise von André Campra, auf ein Libretto von Jean-François Regnard, wird an der Académie royale de musique in Paris uraufgeführt.
- Karneval: Uraufführung der Opera seria in drei Akten La Partenope von Luigi Mancia auf das Libretto von Silvio Stampiglia im Teatro San Bartolomeo in Neapel.
- 26. März: Die Tragédie lyrique Amadis de Grèce von André Cardinal Destouches wird uraufgeführt; noch im November desselben Jahres folgt Destouches’ Marthésie. Zu beiden Opern verfasste Antoine Houdar de La Motte die Libretti.
- Der deutsche Opernsänger und Komponist Johann Mattheson komponiert mit Die Plejades, oder das Siebengestirne seine erste Oper auf ein Libretto von Friedrich Christian Bressand. Die Uraufführung erfolgt in Hamburg. Mattheson leitet selbst die Aufführung und singt eine Hauptrolle.
- Zu Ehren des Besuches von Wilhelmine Amalie von Braunschweig-Lüneburg, Ehefrau des späteren Kaisers Joseph I., wird im Rahmen eines Festaktes am 8. Februar die dreiteilige Serenata Tratenimento musicale del’ossequio di Salisburgi (C. App. 31) von Heinrich Ignaz Franz Biber uraufgeführt. Nur der Text ist erhalten.
- Carlo Agostino Badia
  - Imeneo trionfante (Serenata zur Hochzeit von Joseph I. und Wilhelmine Amalie von Braunschweig-Lüneburg).
  - Il Narciso (Uraufführung in Laxenburg)
  - Il commun giubilo del mondo (Uraufführung in Wien)
- Giovanni Bononcini
  - L’Euleo festeggiante
  - La gara delle quattri stagioni
- Antonio Caldara – L’oracolo in sogno
- Francesco Gasparini – Mirena e Floro
- Alessandro Scarlatti – Gl’Inganni felici

### Instrumentalmusik

#### Kammermusik
- Antonio Caldara – 11 Suonate da camera a tre und eine Chaconne, op. 2 (Venedig)
- Arcangelo Corelli – 2 Sonate a quattro (enthalten in: Six Sonates à 4, 5, & 6 parties …, Amsterdam um 1699)
- Alessandro Scarlatti – 2 Suiten für Flöte und B. c.

### Tastenmusik
- Nicolas de Grigny – Premier livre d’orgue (eine Orgelmesse und 5 Hymnen)
- Johann Krieger – Anmuthige Clavier-Übung bestehend in unterschiedlichen Ricercarien, Praeludien, Fugen, einer Ciacona und einer auf das Pedal gerichteten Toccata..., Nürnberg 1699 (Orgel, Cembalo o.a.)
- Johann Pachelbel – Hexachordum Apollinis – sex Arias exhibens Organo pneumatico vel clavato cymbalo..., Nürnberg 1699 (6 Arien mit Variationen für Orgel, Cembalo o.a.)
- Alessandro Scarlatti – 2 Sinfonie, für Cembalo

### Vokalmusik

#### Geistlich
- Giovanni Battista Brevi – La devotione canora: motetti, libro II
- Michel Richard Delalande – Confitebor tibi Domine in h-moll, Grand Motet für Soli, Chor, Orchester uns b.c.; das Stück galt als Meisterwerk des Komponisten und wurde auch 1725 im ersten Concert spirituel aufgeführt.[2]

#### Weltlich
- Carlo Agostino Badia – Tributi armonici, 12 Kantaten für Sopran und basso continuo (ca. 1699)[3]
- Antonio Caldara – 12 Solistische Kammerkantaten, op. 3 (Venedig)

### Anderes
- Johann Georg Ahle – Musikalisches Herbstgespräch
- Giovanni Battista Brevi – Primi elementi di musica per li principianti
- Georg Muffat – Regulae Concentuum Partiturae. Generalbass-Traktat

### Instrumentenbau
- Antonio Stradivari stellt die Violinen Kustendyke, Lady Tennant, Longuet, Countess Polignac und Castelbarco her.

## Geboren

### Geburtsdatum gesichert
- 06. Januar: Philipp Friedrich Hiller, deutscher Pfarrer und Kirchenlieddichter († 1769)
- 14. Januar: Jakob Adlung, deutscher Organist, Komponist, Musikschriftsteller und Instrumentenbauer († 1762)
- 25. März: Johann Adolph Hasse, deutscher Komponist († 1783)
- 30. März: Johann Michael Breunig, deutscher Komponist († 1755)
- 27. April (getauft): Santo Lapis, italienischer Komponist († um 1765)
- 01. Juni: François-Armand Huguet, französischer Schauspieler und Librettist († 1765)
- 02. Juli: Johann Ulrich Eberle, in Prag lebender österreichischer Instrumentenbauer († 1768)
- 10. August: Christoph Gottlieb Schröter, deutscher Komponist († 1782)
- 12. September: Michael Jacob Bagewitz, deutscher evangelischer Theologe und Liederdichter († 1763)
- 28. September: Johann Friedrich Ruhe, deutscher Kantor, Kapellmeister und Komponist († 1776)

### Genaues Geburtsdatum unbekannt
- René de Galard de Béarn, Marquis de Brassac, französischer General und Amateurkomponist († 1771)
- Sanctus Seraphin, italienischer Geigenbauer († 1776)

## Gestorben
- 11. April: Friedrich Christian Bressand, deutscher Dichter und Opernlibrettist (* um 1670)
- 22. Mai: Johann Georg Conradi, deutscher Komponist und Organist (* 1645)
- 01. Juni: Jean Rousseau, französischer Gambist und Musiktheoretiker (* 1644)
- 05. September: Hans Henric Cahman, schwedischer Orgelbauer deutscher Familienherkunft (* um 1640)
- 20. Oktober: Friedrich Funcke, deutscher Geistlicher, Kantor und Komponist (* 1642)
- 27. November: Wilhelm Karges, deutscher Organist und Komponist (* 1613/1614)
- 27. November: Damian Stachowicz, polnischer Komponist (* 1658)
- 30. Dezember: Pierre Robert, französischer Komponist und Kapellmeister (* um 1618)
- 31. Dezember: Andreas Armsdorff, deutscher Komponist und Organist (* 1670)